# Hermann von Rohden
Hermann von Rohden (* 21. Februar 1852 in Barmen (heute Stadtteil von Wuppertal); † 21. Februar 1916 in Hagenau) war ein deutscher Klassischer Archäologe und Gymnasiallehrer.

## Leben
Hermann von Rohden, Sohn des Missionsinspektors Ludwig von Rohden (1815–1889) und seiner Frau Luise (geborene Wachsmuth), wohnte nach dem Tod seiner Mutter ab 1857 bei seinem Onkel in Lübeck und besuchte dort zunächst die Grautorff’sche Elementarschule, ab 1862 das Gymnasium Katharineum. Von seinen dortigen Lehrern beeinflusste ihn besonders der Altsprachler August Baumeister. Nach der Reifeprüfung 1870 nahm Rohden am Deutsch-Französischen Krieg teil.

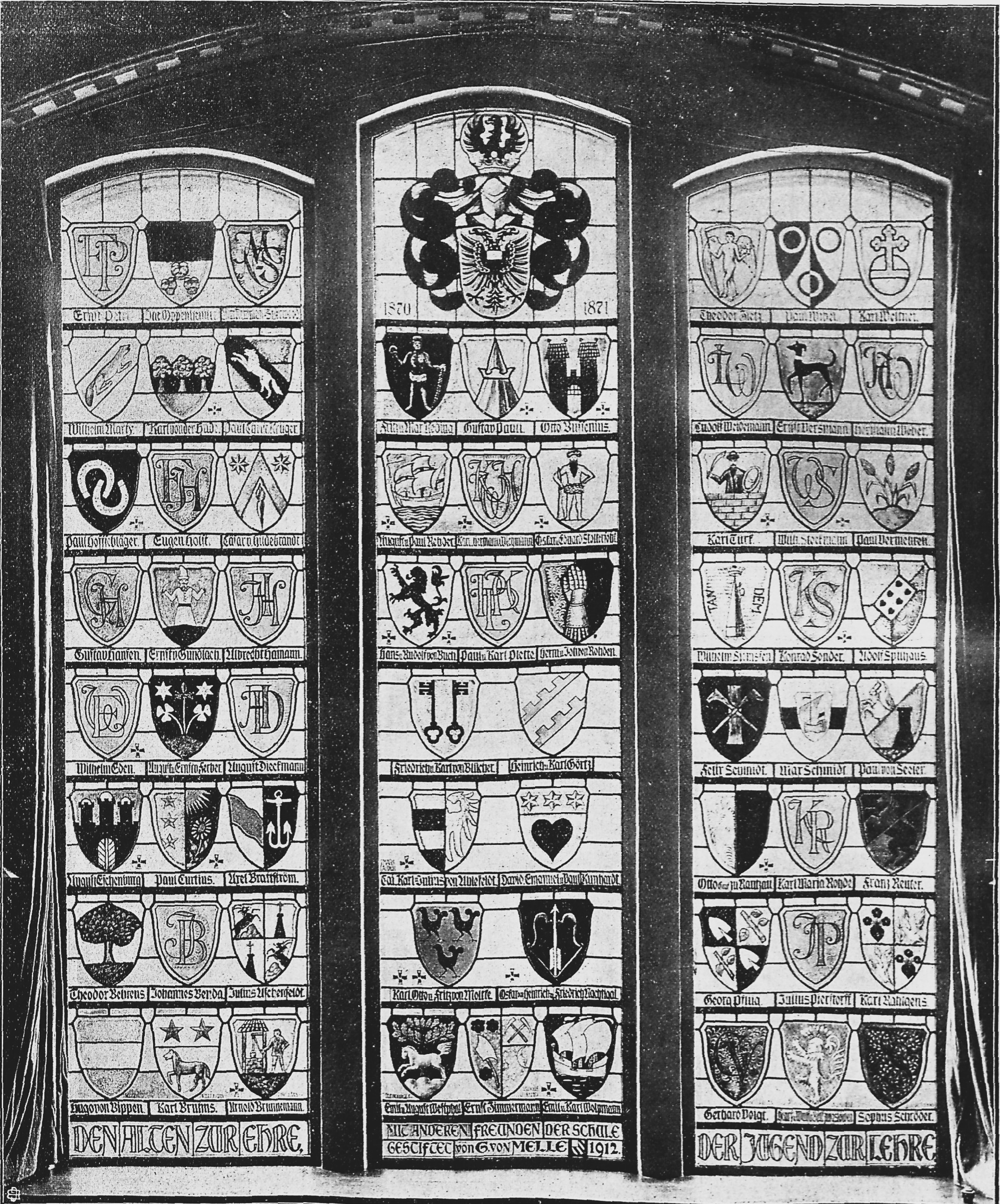
Wappenfenster

1912 wurde ihm, wie allen ehemaligen im Deutsch-Französischen Krieg aktiven Katharineer, durch eine Stiftung in Form eines Fensters in der Aula durch den Weinhändler Gerhard von Melle 1912 ein Denkmal gesetzt.
Zum Wintersemester 1871/72 begann er das Studium der Klassischen Philologie und Geschichte an der Universität Bonn. Zwei Semester (1873/74) verbrachte er an der Universität Leipzig. Durch den Einfluss der Bonner Professoren Anton Springer (Kunstgeschichte), Reinhard Kekulé von Stradonitz (Klassische Archäologie) und des Leipziger Privatdozenten Adolf Philippi (Philologie und Kunstgeschichte) wandte er sich der Archäologie zu. Unter den Philologen prägten ihn besonders Franz Bücheler und Hermann Usener, die Rohden als ordentliches Mitglied in das Philologische Seminar aufnahmen. In Leipzig wurde er Mitglied des Klassisch-Philologischen Vereins im Naumburger Kartellverband und später Alter Herr.
Am 27. November 1875 wurde Hermann von Rohden mit der Dissertation De mundi miraculis quaestiones selectae promoviert. Als Opponenten fungierten Gustav Heylbut, Rudolph Ballheimer und August Fresenius. Nach kurzer Tätigkeit im Schuldienst in Straßburg erhielt von Rohden für das Jahr 1876/1877 das Reisestipendium des Deutschen Archäologischen Instituts, das ihm einen Aufenthalt in Italien, Griechenland und Kleinasien ermöglichte. Aufgrund der Funde, die er auf seiner Reise publizierte, wurde das Stipendium auf das folgende Jahr verlängert.
Nach seiner Rückkehr nach Deutschland arbeitete Rohden als Gymnasiallehrer in Hagenau (Elsass), wo er zum Oberlehrer und 1899 zum Gymnasialprofessor ernannt wurde. Er blieb bis zu seinem Tod wissenschaftlich tätig und verfasste Sammelbände, Aufsätze und Lexikonartikel. Dem Deutschen Archäologischen Institut blieb er als korrespondierendes, später ordentliches Mitglied verbunden.
Seine (Halb-)Brüder waren der Althistoriker und Gymnasiallehrer Paul von Rohden und der Theologe Gustav von Rohden.

## Schriften (Auswahl)
- De mundi miraculis quaestiones selectae. Bonn 1875 (Dissertation)
- Die Terracotten von Pompeji. Stuttgart 1880 (Band 1 von Reinhard Kekulé von Stradonitz: Die antiken Terracotten)
- Beiträge zu August Baumeister: Denkmäler des klassischen Altertums zur Erläuterung des Lebens der Griechen und Römer in Religion, Kunst und Sitte. Drei Bände, München 1885
- Zum Hermes des Praxiteles. In: Jahrbuch des Kaiserlichen Deutschen Archäologischen Instituts, Band 2 (1887), S. 66–69
- Die Panzerstatuen mit Reliefverzierung. In: Bonner Studien. Aufsätze aus der Altertumswissenschaft, Reinhard Kekulé zur Erinnerung an seine Lehrthätigkeit in Bonn gewidmet. Stuttgart 1890, S. 1–20
- Architektonische römische Tonreliefs der Kaiserzeit: Bearbeitet von Herm. v. Rohden unter Mitwirkung von Herm. Winnefeld. Berlin 1911